# Omar Ali Omar
Omar Ali Omar (Arabic:عمر علي عمر) (sinh ngày 16 tháng 6 năm 1981) là một cầu thủ bóng đá người Các Tiểu vương quốc Ả Rập Thống nhất. Hiện tại anh thi đấu cho Dibba Al Hisn.